# John Keane, I barone Keane
John Keane, I barone Keane (Belmont, 6 febbraio 1781 – Hampshire, 24 agosto 1844), è stato un generale e nobile britannico.

## Biografia
Keane nacque a Belmont, in Irlanda, figlio secondogenito di sir John Keane, I baronetto. Entrò nell'esercito britannico come alfiere all'età di 11 anni nel 1792 e giunse sino al rango di tenente colonnello sempre col medesimo reggimento, il 60th Foot, comandando una brigata nella guerra peninsulare. Ottenne in quest'occasione la Army Gold Cross con due barrette per essersi distinto in Martinica e nelle battaglie di Vitoria, dei Pirenei, Nivelle, della Niva e di Tolosa. Promosso al rango di maggiore generale, Keane combatté nella 3ª brigata inglese nella battaglia di New Orleans dove venne ferito due volte. Fu inoltre comandante in capo delle Indie orientali ed amministrò la Giamaica.
Col grado di tenente generale, Keane servì come comandante in capo del Bombay Army dal 1834 al 1840 e comandò l'Army of the Indus composta da inglesi e indiani durante la prima guerra anglo-afghana e nelle guerre anglo-marri. Nel febbraio del 1839, le sue forze conquistarono Karachi. Comandò l'esercito anglo-indiano nella battaglia di Ghazni il 23 luglio 1839. Per i suoi meriti, venne elevato al rango di barone Keane, di Ghuznee e di Cappoquin nella contea di Waterford il 23 dicembre 1839.
Lord Keane morì a Burton Lodge, Hampshire, Inghilterra, il 24 agosto 1844.

## Matrimonio e figli
John Keane si sposò due volte. La prima fu con Grace Smith, figlia del tenente generale sir John Smith, con la quale si maritò nel 1806, e la seconda con Charlotte Maria Boland, figlia del colonnello Boland nel 1840. Dal suo matrimonio con la prima moglie nacquero sei figli:
- Edward Arthur Wellington Keane (1815–1882), II barone Keane
- John Manly Arbuthnot Keane (1816–1901), III barone Keane
- George Disney Keane (26 settembre 1817 – 19 ottobre 1891), sposò Katherine Mary McLeod il 13 luglio 1881
- Hussey Fane Keane (14 June 1822 – 26 October 1895), sposò Isabella Emma Elizabeth, figlia di Thomas Fitzmaurice, V conte di Orkney l'11 gennaio 1886
- Charlotte Amelia Keane (m. 22 giugno 1859)
- Georgiana Isabella Keane (m. 14 aprile 1854), sposò W.H. Penrose